# Península de Macau

Mapa da Península de Macau emitida em 1889.

A Península de Macau é a parte constituinte mais antiga e populosa da Região Administrativa Especial de Macau (RAEM) e tem aproximadamente uma área de 9,3 km² e uma orla costeira de 18,5 km. Localiza-se no sul da ilha de Zhongshan (antiga ilha de Xiangshan), província de Cantão, República Popular da China.
Possui uma população de 388 600 habitantes (cerca de 73,3% da população total da RAEM). Há muito tempo, foi uma ilha e só se transformou numa península posteriormente devido aos aterros naturais (acumulação de lama oriunda do Rio das Pérolas que depositaram principalmente na zona mais a norte, formando um istmo que a conecta à China Continental).
Actualmente, a Península está rodeado de água em todos os lados, excepto a norte, onde está conectada à cidade chinesa de Zhuhai, sendo a fronteira da Península demarcado pelo Posto Fronteiriço da Portas do Cerco (localizado no extremo-norte dela). A sul, está conectada à ilha da Taipa por 3 pontes (Ponte da Amizade, Ponte Governador Nobre de Carvalho, Ponte Sai Van). A distância entre o extremo-norte (Portas do Cerco) e o extremo-sul (Barra) da Península é aproximadamente de 4 km. A oeste, localiza-se o Porto Interior. Conta-se que os navegadores portugueses chegaram pela primeira vez a Macau desembarcando-se na costa ocidental da Península. Para atingirem a costa, eles tiveram que navegar pelas águas do Porto Interior. Finalmente, a este, localiza-se o Porto Exterior. 
É na Península de Macau que se concentra a maior parte da população da RAEM, a principal actividade, sendo lá que se encontram os principais organismos político-administrativos, a maior parte da indústria, os principais serviços e equipamento cultural.
A Colina da Guia, com 90 metros, é o ponto mais alto da Península e é ali que se situa a Fortaleza da Guia. Muitas zonas marginais foram reclamados ao foz do Rio das Pérolas. Antigamente, antes dos aterros, no início do século XX, a Península só tinha apenas 3,2 km².
Antigamente, quando Macau ainda estava sob administração portuguesa (terminada em 1999), a península, administrativamente, corresponde ao Concelho de Macau, abolido logo após a formação da RAEM. Este concelho estava dividido em 5 freguesias actualmente sem poder administrativo, mas reconhecidos pelo Governo como divisões simbólicas:
- Freguesia da Sé
- Freguesia de Nossa Senhora de Fátima
- Freguesia de São Lázaro
- Freguesia de Santo António
- Freguesia de São Lourenço

## História
Segundo estudos arqueológicos, esta região foi povoada já por chineses há 4000 a 6000 anos. Durante o século XIII, um número considerável de chineses estabeleceram-se, construindo várias povoações no Norte, sendo o maior e o mais importante delas localizado na região de Mong-Há. Durante a Dinastia Ming, muitos pescadores oriundos de Cantão e de Fujian estabeleceram-se em Macau e foram eles que construíram o famoso Templo de A-Má. Os portugueses chegaram pela primeira vez no século XVI, mais precisamente no ano de 1554 ou 1557. Eles estabeleceram nesta península o primeiro entreposto comercial (depois cultural e religioso) europeu na China, no qual viria a originar a Cidade do Santo Nome de Deus de Macau, o orgulhoso e leal baluarte da presença e cultura portuguesa no longínquo Oriente.